# Kenyacanthus
Kenyacanthus, monotipični biljni rod iz porodice primogovki smješten u tribus Justicieae, dio potporodice Acanthoideae. Jedina vrsta je polugrm K. ndorensis, endem iz Kenije. Opisan je u Kew Bulletin 74(3-39): 15-16. 2019.

## Etimologija
Latinsko ime roda dolazi po Keniji i rodui Acanthus.

## Sinonimi
- Rhinacanthus ndorensis Schweinf. in L.R.von Höhnel, Rudolph-Stephanie-See, App.: 7 (1892)